# Gevork Andreyevich Vartanian
Gevork Andreyevich Vartanian (tiếng Nga: Геворк Андреевич Вартанян; tiếng Armenia: Գեվորգ Անդրեվիչ Վարդանյան; 17 tháng 2 năm 1924 – 10 tháng 1 năm 2012) là một điệp viên tình báo Xô Viết.
Vartanian sinh ra ở Nor Nakhichevan (hiện nay là Rostov trên sông Đông), là con trai của một chủ nhà máy người Iran gốc Armenia. Cha ông cũng làm điệp viên cho Liên Xô và đó là lý do khiến ông đưa gia đình trở lại Iran vào những năm 1930. Ở tuổi chưa đến 16, Gevork đã vào nghề tình báo và săn lùng những điệp viên phe phát xít ở Iran. Cha ông là một điệp viên Liên Xô cũng đã được gửi đến Ba Tư (nay là Iran) vào năm 1930, nơi ông làm việc trong 23 năm qua dưới một lốt một thương gia giàu có. Gevork Vartanian thậm chí chưa được 16 tuổi khi gia nhập ngành gián điệp. Năm 1955, ông tốt nghiệp Học viện Ngoại ngữ, Yerevan. Với bí danh Amir, năm 1942 đã trà trộn được vào một khóa đào tạo tình báo của Ông cho những điệp viên nói tiếng Nga ở Tehran mà Ông định cử sang Liên Xô sau đó. Theo Cục tình báo đối ngoại Nga, tổ chức kế thừa của KGB, Vartanian đã giúp Liên Xô phát hiện ra mạng lưới tình báo Ông ở nước này dù lúc đó Ông là đồng minh với Liên Xô trên chiến trường.
Ông là chủ yếu chịu trách nhiệm phát hiện "Chiến dịch bước nhảy dài" ám sát cả ba nhà lãnh đạo đồng minh tại hội nghị năm 1943 tại hội nghị Tehran vẽ lại bản đồ châu Âu hậu chiến của nhóm bộ ba đồng minh, nhà lãnh đạo Xô Viết Joseph Stalin, thủ tướng Ông Winston Churchill và tổng thống Mỹ Roosevelt.
Vartanian đã nhận những huân, huy chương cao quý nhất của nhà nước Xô Viết cũng như Armenia vì những đóng góp của ông.